# كوري بيك
كوري بيك (بالإنجليزية: Corey Beck) مواليد 27 مايو 1971 في ممفيس، هو لاعب كرة سلة أمريكي سابق. بدأ مسيرته الاحترافية في سنة 1995. يبلغ طوله 6 قدم 1 بوصة (1.9 م). حقق المركز الأول في بطولة أمم الأمريكتين لكرة السلة 1997. اعتزل اللعب في 2001.

## المسيرة الاحترافية
لعب مع شارلوت هورنتس في موسم 1997–1998، ثم لعب مع ديترويت بيستونز في سنة 1999، ثم لعب مع شارلوت هورنتس في سنة 1999، ثم لعب مع زالغيريس لكرة السلة في سنة 2000.

## سجل المنافسة
شارك في المنافسات التالية:
- ألعاب النوايا الحسنة 1994
- بطولة أمم الأمريكتين لكرة السلة 1997

## الميداليات
| الميدالية | المسابقة                             |
| --------- | ------------------------------------ |
| ذهبية     | بطولة أمم الأمريكتين لكرة السلة 1997 |
| برونزية   | ألعاب النوايا الحسنة 1994            |

## روابط خارجية
- كوري بيك على موقع إن بي أي (الإنجليزية)
- كوري بيك على موقع سبورتس رفرنس (الإنجليزية)
- كوري بيك على موقع كرة السلة الأوروبية.كوم (الإنجليزية)
- كوري بيك على موقع كلية كرة السلة في سبورتس رفرنس.كوم (الإنجليزية)
- كوري بيك على موقع ريلجم (الإنجليزية)
- كوري بيك على موقع بروبوليرز (الإنجليزية)
- كوري بيك على موقع سبورتس رفرنس (الإنجليزية)